# Philippe Blatter
Pour les articles homonymes, voir Blatter.
Philippe Blatter, né le 20 décembre 1949 à Épinal et mort le 17 janvier 2024 à Gap, est un ancien militaire et un instructeur militaire français appartenant à l'unité des commandos marine de la Marine nationale française. 
Il est connu pour avoir conçu et réalisé en 1976, la voie de l'Inconscient située à Djibouti.

## Biographie

### Origines suisses
En 1913, Martin et Louise Marguerite Blatter, fille d’Albert Bronner et de Thérèse Mayer, originaires de Hottingen, un quartier de Zurich, font partie des 500 000 citoyens suisses qui, entre 1819 et 1914, passent par la rigueur et les rudesses de l’exil, en quittant définitivement la Suisse à la recherche d’un monde meilleur.
Ces expatriés fuient leur terre natale dans un voyage interminable qui les conduit en France, à Épinal, dans les Vosges.

## Carrière militaire
Après avoir accompli les épreuves de formation de l'école des fusiliers marins de Lorient, Philippe Blatter s'engage dans la Marine nationale en 1967, et se porte volontaire pour un stage de commando marine. Il termine sa formation en qualité de major de promotion du stage commando, obtient le béret vert et intègre le commando de Montfort. 
Il réussit par la suite le cours nageur de combat n°35 et rejoint le commando d’action sous-marine, le commando Hubert, l’un des sept commandos de la Marine nationale française, considéré comme le plus prestigieux des groupes militaires de l’armée française. 
Quelque temps après, il est promu instructeur au stage commando à Lorient. Il obtient de multiples qualifications et diplômes liés au milieu montagnard, à l'instar de son brevet d'alpiniste, un Brevet national de pisteur-secouriste troisième degré. 

## Création de la voie de l'Inconscient

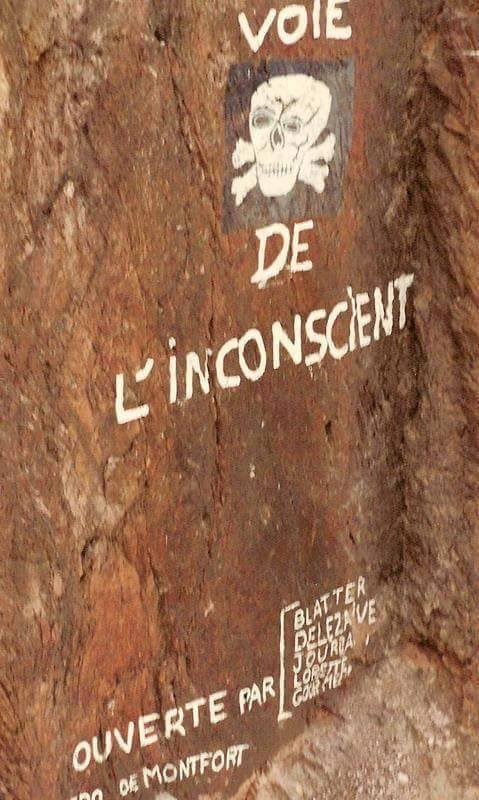
La voie de l'Inconscient.

Un jour de l’année 1976, alors qu’il est déployé à Djibouti, Philippe Blatter se lance dans la création d’une voie d’escalade qu’il baptise la voie de l’Inconscient et qui deviendra quelques décennies plus tard, une référence dans le domaine de l’entraînement militaire et le passage obligé au centre d’entraînement au combat et d’aguerrissement au désert (CECAD). Le centre accueille aujourd’hui plus de 1700 stagiaires par an ; en 45 ans d’existence, plus de 50 000 soldats de tous grades, armes, armées et nationalités ont été formés sur la voie de l'Inconscient. 
La voie de l'Inconscient est un parcours d’audace musclé, une sorte de super « accrobranche ». Celle-ci est située à une quarantaine de kilomètres de la capitale Djibouti, sur la piste des Mariés reliant Arta à Arta plage, sur les rives du golfe de Tadjourah en république de Djibouti.
L'immense tête de mort peinte sur la falaise marque le point de départ de cette piste d'audace.

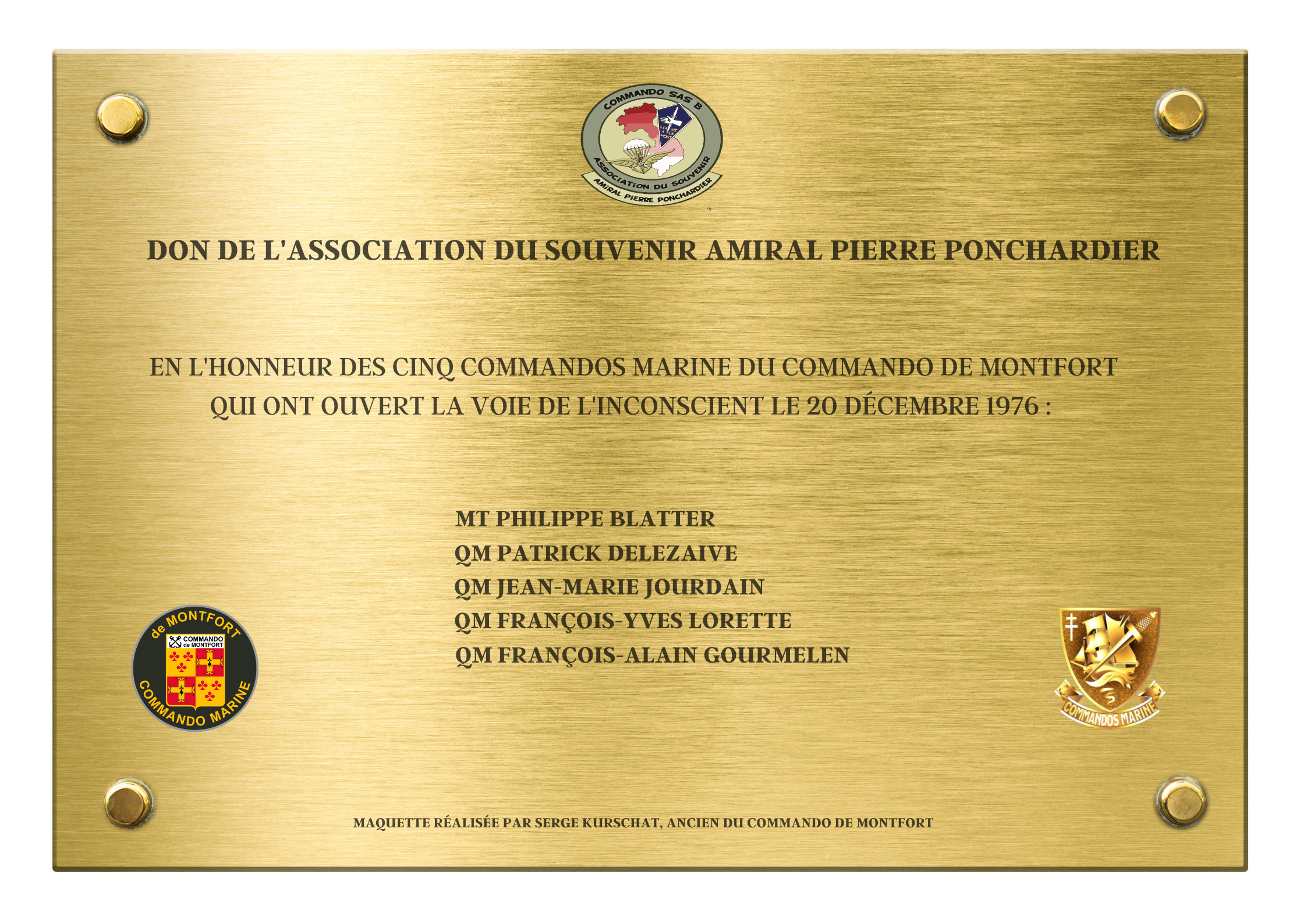
Maquette de la voie de l'inconscient réalisée en février 2023

Philippe Blatter, alors chef d’escouade au commando de Montfort est l’un des instructeurs d'escalade du Groupement des Fusiliers Marins Commandos (GROUFUMACO). Il décide avec l'aide de quatre quartiers-maîtres, Patrick Delezaive, Jean-Marie Jourdain, François-Yves Lorette et François-Alain Gourmelen, d’ouvrir et d’équiper une voie très aérienne, que seule la combinaison du physique, de l’audace et de la technicité permettra de surmonter une difficulté sans commune mesure acceptant un engagement en paroi très important au regard du matériel dont ils disposaient.

## Retour à la vie civile
Après avoir quitté le service actif, Philippe Blatter devient tour à tour, chef de secteur sécurité des pistes et artificier à Pra-Loup dans la vallée de l'Ubaye, de 1984 à 2019, et participe activement à la sécurité hivernale en montagne dans les stations de sports d'hiver, notamment en assurant les secours ainsi que le déclenchement préventif d'avalanches sur son domaine. 
Le 11 mars 2022, l'historien Serge Kurschat consacre un documentaire historique À la conquête de la voie de l'Inconscient réalisé au bord du lac de la Gruyère et au sommet du Moléson, en Suisse, en hommage à son fondateur, Philippe Blatter, pour ses origines suisses.
Le 16 juillet 2023, Serge Kurschat réussit à rétablir officiellement la vérité historique sur les véritables fondateurs de la voie de l'Inconscient, grâce à l'entregent du président fondateur de l'association du souvenir Amiral Pierre Ponchardier, qui négocie l'inauguration d'une plaque et d’une cérémonie officielle en présence des autorités militaires, commémorant ainsi la création de la voie de l'inconscient.
Il meurt le 17 janvier 2024 à l'âge de 74 ans.